# Liste der Baudenkmale in Ngaruawahia
Die Liste der Baudenkmale in Ngaruawahia umfasst alle vom New Zealand Historic Places Trust (NZHPT) als „Historic Place“ oder „Historic Area“ eingestuften Baudenkmale und Flächendenkmale der neuseeländischen Ortschaft Ngaruawahia. Die Angaben stammen aus dem Register des NZHPT. Die Bezeichnungen der Baudenkmale orientieren sich an diesem Register. In die Liste werden auch bekannte Wahi Tapu (Area), kulturell und religiös bedeutsame Stätten und Gebiete der Māori, aufgenommen. Sie werden jedoch meist nicht publiziert.

| Bild | Bezeichnung                                     | Ort                | Anschrift                                             | Beschreibung                         | Bauzeit   | Eintrag            | Nummer | Kat. |
| --- | ----------------------------------------------- | ------------------ | ----------------------------------------------------- | ------------------------------------ | --------- | ------------------ | ------ | ---- |
| BW | Flourmill Store (ehemaliger)                    | Ngaruawahia        | Old Taupiri Road Karte                                | ehemaliges Lager einer Getreidemühle | 1878      | 28. Juni 1990      | 0734   | 1    |
| BW | Turangawaewae House / Maori Parliament Building | Ngaruawahia        | 2 Eyre Street and Waingaro Road Karte                 | Verwaltungsgebäude                   | 1912–1919 | 21. September 1989 | 4170   | 1    |
| BW | Pioneer Gun Turret                              | Ngaruawahia        | Sampson Street, The Point Karte                       | Geschützturm eines Kriegsschiffes    | 1863      | 11. Dezember 2003  | 0756   | 2    |
| BW | St Paul’s Church (Catholic)                     | Ngaruawahia        | Great South Road und Belt Street Karte                | Kirche, katholische                  | 1913      | 5. September 1985  | 4246   | 2    |
| BW | Bakery (Former)                                 | Ngaruawahia        | 108 Great South Road Karte                            | Bäckerei                             | n.a.      | 5. September 1985  | 4248   | 2    |
| [[Vorlage:Bilderwunsch/code!/C:-37.6747,175.1477!/D:Doctor’s House [Relocated], Newcastle Street [verlagert nach 11 Luff Place]!/\|BW]] | Doctor’s House [Relocated]                      | Ngaruawahia        | Newcastle Street [verlagert nach 11 Luff Place] Karte | Arztwohnhaus                         | 1870      | 5. September 1985  | 4250   | 2    |
| BW | Grants Chambers                                 | Ngaruawahia        | Great South Road und Jesmond Street Karte             | Bürogebäude                          | n.a.      | 5. September 1985  | 4251   | 2    |
| BW | House                                           | Ngaruawahia        | 10 Lower Waikato Esplanade & 13 Market Street Karte   | Wohnhaus                             | 1910      | 5. September 1985  | 4255   | 2    |
| BW | Motel                                           | Ngaruawahia        | 11 Market Street Karte                                | Motel                                | n.a.      | 5. September 1985  | 4256   | 2    |
| BW | Band Rotunda                                    | Ngaruawahia        | Broadway Street, Domain Karte                         | Musikpavillon                        | 1913      | 5. September 1985  | 4257   | 2    |
| BW | World War One and Two Memorial                  | Ngaruawahia        | Broadway Street, Domain Karte                         | Denkmal für die Weltkriege           | 1932      | 5. September 1985  | 4258   | 2    |
| BW | House                                           | Ngaruawahia        | 2 Old Taupiri Road Karte                              | Wohnhaus                             | 1875      | 5. September 1985  | 4259   | 2    |
| BW | Waingaro Hotel                                  | Ngaruawahia (Nähe) | Waingaro Road, Waingaroa Hot Springs Karte            | Wohnhaus                             | 1885      | 5. September 1985  | 4281   | 2    |
| BW | Delta Tavern                                    | Ngaruawahia        | Market Street und Great South Road Karte              | Gasthaus                             | 1900      | 5. September 1985  | 4459   | 2    |
| BW | Puke i Ahua                                     | Ngaruawahia        | Jackson Street Karte (ungenau)                        | ehemaliger Standort eines Pā         | n.a.      | 2. Juli 1994       | 6704   | 2    |